# 普林斯頓 (明尼蘇達州)
普林斯頓（英語：Princeton）是一個位於美國明尼蘇達州密爾湖縣及舍本縣的城市。

## 人口
根據2020年美國人口普查的數據，普林斯頓的面積為13.34平方千米，當中陸地面積為12.77平方千米，而水域面積為0.57平方千米。當地共有人口4819人，而人口密度為每平方千米361人。